# دقة شاشة العرض

يُظهر هذا الرسم البياني أكثر درجات دقة العرض شيوعًا، يُشير لون كل نوع من أنواع الدقة إلى نسبة العرض (على سبيل المثال، يشير اللون الأحمر إلى نسبة 4: 3).

يطلق مصطلح دقة الشاشة للتلفاز الرقمي أو لشاشة الحاسب على عدد البكسلات الموجودة في (صفوف وأعمدة) الشاشة. من الممكن أن يكون هذا المقدار غير محدد بدقة بسبب تأثير العوامل المتعددة في شاشات أنبوب الأشعة المهبطية. ولكن يكون من السهل تحديده بدقة في شاشات البلازما أو شاشات الكرستال السائل أو تقنيات مشابهة بحيث يكون هناك نقاط موزعة على شكل صفوف وأعمدة في الشاشة بحيث يكون هناك عنصر فيزيائي مقابل لكل بكسل من الشاشة (مثلاً: 1280×1024).

## المسح التدريجي

المسح التقدمي أو المسح التدريجي (بالإنجليزية: Progressive Scan)‏ أسـلوب لمسـح الصور على الشاشة، ويطلق عليه في بعض الأحيان مسمى «المسح التسلسلي».
يقوم المسح التقدمي بمسح جميع الخطوط في الإطار بشكل متتابع ليعرض إطاراً كاملاً. وذلك بعكس أسلوب المسح المتداخل، والذي يقوم بتقسيم الإطار إلى حقلين، الأولِ يحتوي على الخطوط الفردية من الإطار، والآخرِ يحتوي على الخطوط الزوجية ثم يُعرض الحقلان معاً على الشاشة ليشكلا إطاراً كاملاً. يسـتخدم أسـلوب المسح التقدمي في البث التلفزيوني ويعتمد أساسا مبدأ التعاطي مع أسـطر الصـورة (الخيال) المراد مسـحها بحيث يتم اضفاء الألوان من خلال أشـعة إلكترونية بمعدل زمني قدره 1/60 (جزء من ستين من الثانية) من أجل كل مـرة الأمر الذي يؤدي إلى التقليل جدا من رفرفـة الصورة
ويزيد من اسـتقراريتها للرؤية.

## ترتيب الدقة
الرقم يرمز إلى خطوط المسح الأفقي لدقة وضوح الصورة في حين الحرف بي "p" يرمز إلى كلمة المسح التدريجي
1. فيديو فائق علو الوضوح - 4320p & 2160p - (بالإنجليزية: Ultra High Definition Television - UHDTV)‏
2. فيديو كامل علو الوضوح - 1080p - (بالإنجليزية: Full High Definition Television - FHDTV)‏
3. فيديو عالي الوضوح - 720p - (بالإنجليزية: High Definition Television - HDTV)‏
4. فيديو محسن الوضوح - 576p & 480p - (بالإنجليزية: Enhanced Definition Television - EDTV)‏
5. فيديو منخفض الوضوح - 360p & 240p - (بالإنجليزية: Low Definition Television - LDTV)‏
6. فيديو منخفض الوضوح جدا - 144p - (بالإنجليزية: Very Low Definition Television - VLDTV)‏